# NK Croatia Marjančaci
NK Croatia je nogometni klub iz Marjančaca, naselja u sastavu grada Valpova u Osječko-baranjskoj županiji.
NK Croatia je član Nogometnog središta Valpovo te Županijskog nogometnog saveza Osječko-baranjske županije. Klub je osnovan 1973. i djelovao je sve do 1990. U klubu treniraju trenutačno i natječu se samo seniori u sklopu 2. ŽNL Osječko-baranjske NS Valpovo u koju su ušli nakon reorganizacije 2022.
Klub je reaktiviran u proljeće 2019. nakon dugog niza godina mirovanja. Domaće utakmice klub igra trenutno na Sportskom parku u Valpovu, dok se ne uredi nogometno igralište na kraju sela neposredno uz rijeku Vučicu.

## Vanjske poveznice
- Službene stranice grada Valpova